# Hokitika
Hokitika è una città nella regione West Coast dell'Isola del Sud della Nuova Zelanda, 40 chilometri a sud di Greymouth e vicino alla foce del fiume Hokitika. È il capoluogo del Distretto di Westland. Hokitika, come le altre città e insediamenti della West Coast, è isolata dal resto del paese a causa delle Alpi meridionali. Nelle giornate limpide il Aoraki/Monte Cook è chiaramente visibile dalla strada principale della città.

## Storia

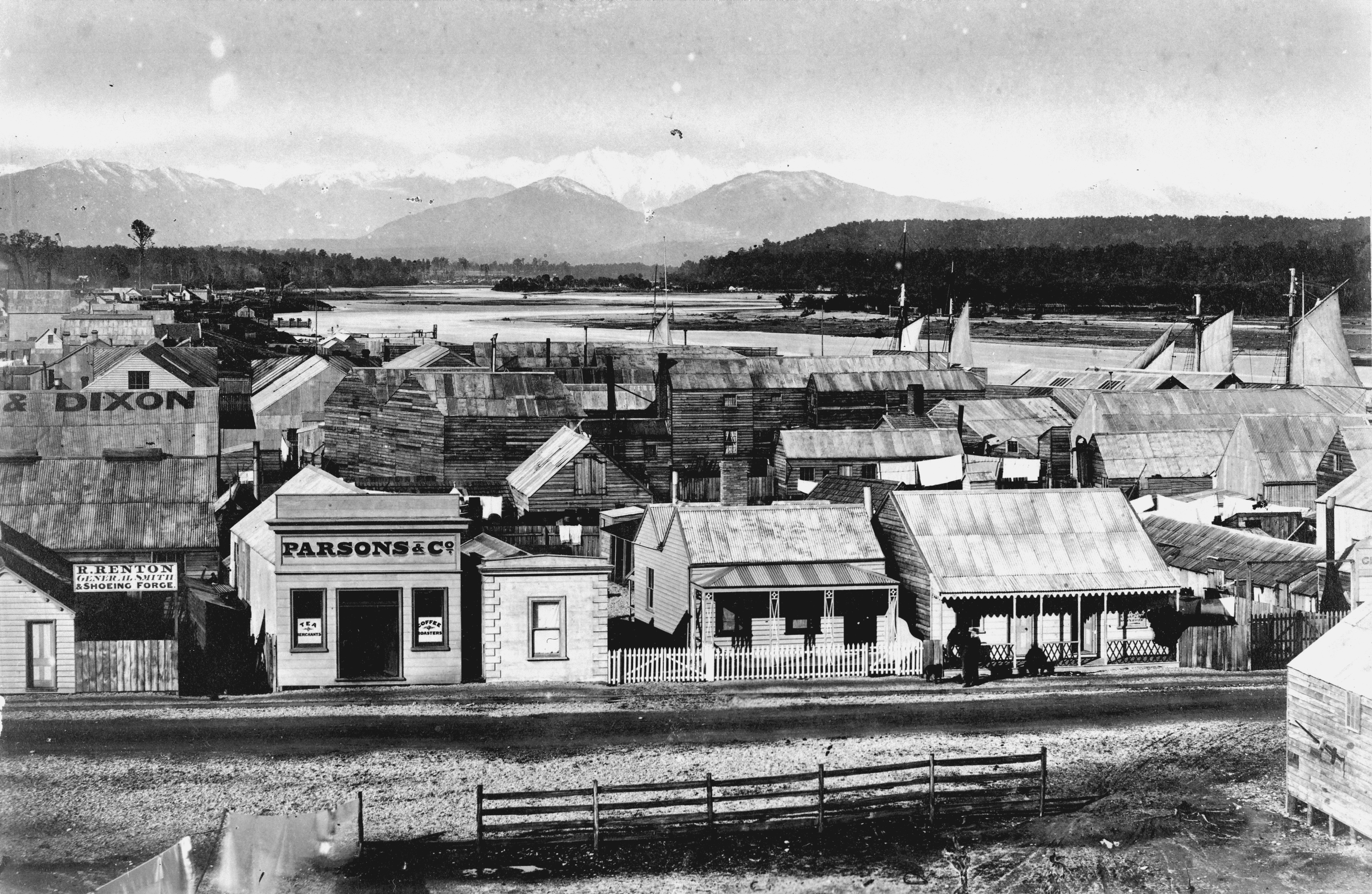
Hokitika nel 1870

Hokitika fu fondata nel 1864 in piena febbre dell'oro, che portò nella piccola cittadina avventurieri e cercatori d'oro. Alla fine del 1866 era uno dei centri più popolosi della Nuova Zelanda, con oltre 40 navi ormeggiate lungo il molo. Nel 1867 il porto di Hokitika si classificò al primo posto in Nuova Zelanda sia nel numero di navi introdotte all'interno che nel valore totale delle esportazioni, principalmente oro. La maggior parte dell'oro estratto veniva spedito direttamente a Melbourne, senza nessuna deviazione sulle montagne verso Christchurch.
L'8 marzo 1868 fu organizzato un finto funerale per protestare contro la condanna e l'impiccagione di tre feniani irlandesi a Manchester, i "Martiri di Manchester". I funerali furono guidati dal padre cattolico romano William Larkin e una croce celtica fu eretta nel cimitero. Più tardi Larkin fu arrestato, accusato e condannato per sommossa e diffamazione sediziosa.
Due anni dopo la sua nascita Hokitika contava più di 6 000 abitanti, diventando uno dei più grandi insediamenti della Nuova Zelanda. Nel 1873 Hokitika divenne per tre anni la capitale della provincia di Westland, fino all'abolizione delle province nel 1876.

## Popolazione
Al censimento del 2017 Hokitika aveva 3 600 abitanti, il 16,7% in meno rispetto al censimento del 2013.

## Economia
Le principali industrie di pounamu, oro, carbone e legname sono diminuite nel corso dell'ultimo secolo, ma si è sviluppata una crescente industria ecoturistica attorno al vicino lago Kaniere e la città sta iniziando a mostrare segni di ripresa. È diventata una delle principali fermate turistiche lungo la strada principale della West Coast.
Un altro settore importante è la produzione di latte. La Westland Milk Products, con sede in città, è una cooperativa che produce da molti anni prodotti lattiero-caseari, è sta aumentando la propria produzione di circa il 10% all'anno. La stragrande maggioranza della sua produzione viene esportata.

## Infrastrutture e trasporti

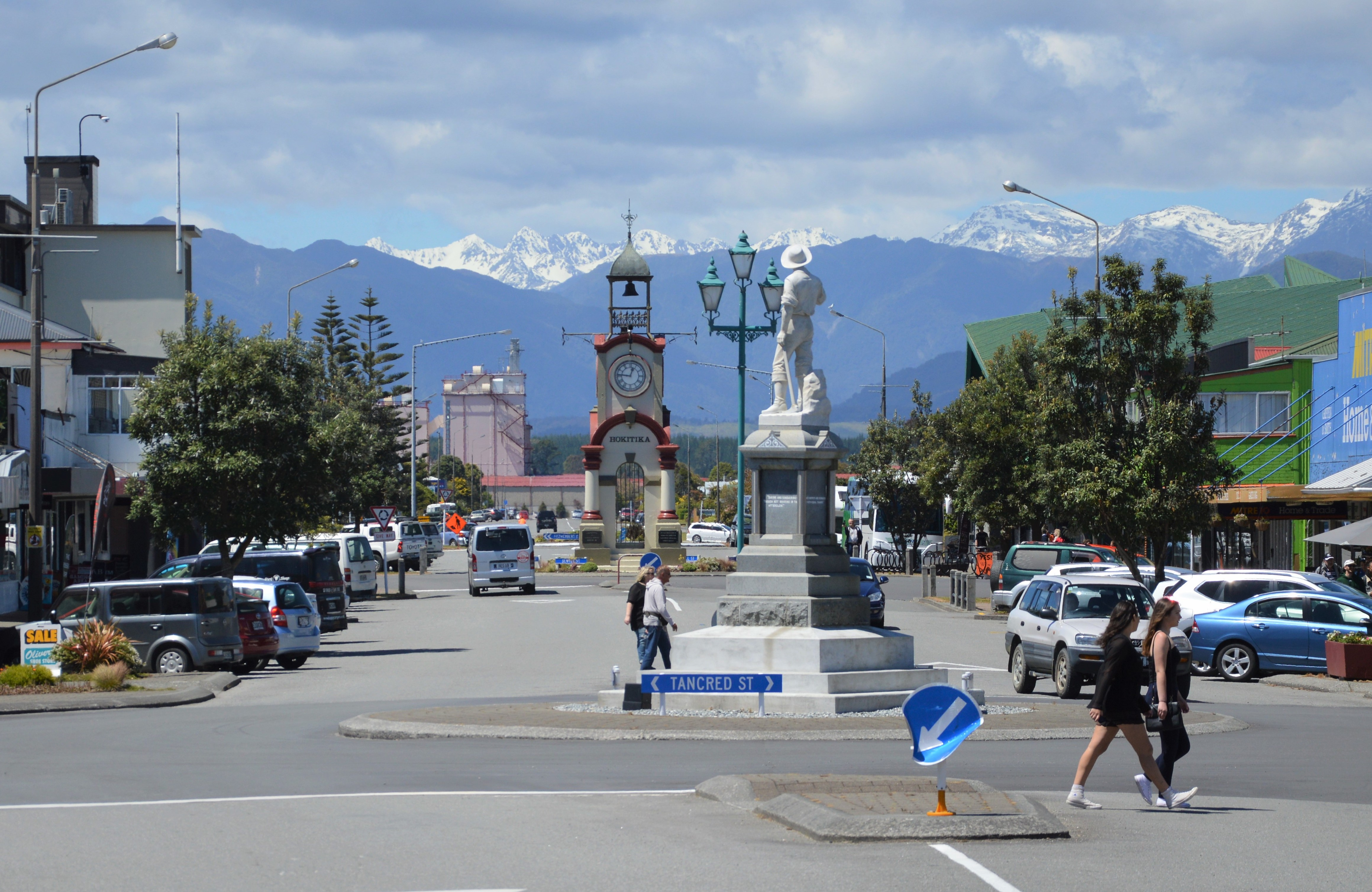
Il centro di Hokitika

La State Highway 6 attraversa la città.
La Air New Zealand Link offre due voli al giorno verso Christchurch. L'aeroporto di Hokitika è adiacente alla città, immediatamente a nord-est nel sobborgo di Seaview.
Una diramazione ferroviaria conosciuta come Hokitika Branch corre verso la città da Greymouth; fu inaugurata nel 1893 e un'estensione fu aperta dal 1909. I passeggeri di Hokitika furono inizialmente serviti da treni misti che trasportavano sia merci che passeggeri. Nel 1967 il traffico passeggeri fu interrotto. Da allora, la linea ferroviaria viene utilizzata solo per il trasporto merci.
Nel 1865, dopo la scoperta dell'oro nella zona, la città divenne il porto ufficiale di entrata della West Coast. Seguì un periodo di boom quando Hokitika fu seconda solo ad Auckland per traffico marittimo. Tuttavia, era un porto pericoloso, con 108 arenamenti e 32 navi perse dal 1865 al 1867.

## Clima

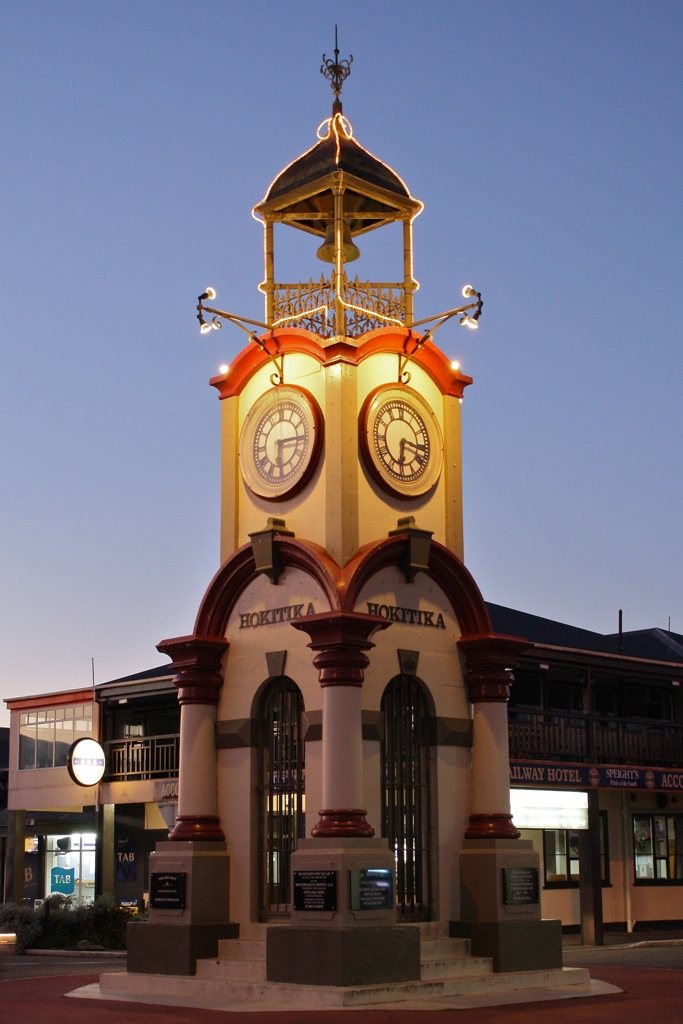
Hokitika Clock Tower

Hokitika ha un clima oceanico umido. È uno dei posti più piovosi della Nuova Zelanda.

## Amministrazione

### Gemellaggi
- Deloraine

## Nella cultura di massa
Gli eventi narrativi nel romanzo I luminari di Eleanor Catton sono ambientati a Hokitika.